# 清教徒革命の年表
清教徒革命の年表は、清教徒革命における諸事件を時系列に沿って並べる。
| 年   | イングランド                                                                                    | スコットランド                                                   | アイルランド |
| ---- | ----------------------------------------------------------------------------------------------- | ---------------------------------------------------------------- | --- |
| 1637 | 6 ウィリアム・プリン、耳そぎの刑に                                                              | 9 チャールズ1世、祈祷書施行                                      | |
| 1638 | ジョン・ハムデン船舶税不払い事件                                                                | 2 国民盟約成立 8 議会により祈祷書廃止                            | |
| 1639 |                                                                                                 | 6 第1次主教戦争、ベリック条約                                    | |
| 1640 | 4-5 短期議会 11- 長期議会 12 根絶請願                                                           | 7-9 第2次主教戦争 10 リポン条約                                  | |
| 1641 | 11 長期議会、議会の大諫奏（大抗議書）提出                                                       |                                                                  | 10 反乱・アイルランド同盟戦争勃発                                                                                        |
| 1642 | 1 議員逮捕事件 3 民兵条例 6 19か条提案 8 王党派挙兵、内戦（第一次内戦）勃発 10 エッジヒルの戦い |                                                                  | 1 チャールズ1世、反乱勢力を敵と宣言 6 反乱勢力、カトリック同盟結成                                                       |
| 1643 | 6 アドウォルトン・ムーアの戦い 7- ウェストミンスター会議 8 東部連合軍成立                       | 9 盟約派、イングランド議会派と厳粛な同盟と契約を締結             | 9 カトリック同盟、国王軍と休戦                                                                                           |
| 1644 | 1-4 オックスフォード議会 7 マーストン・ムーアの戦い                                             |                                                                  | 3 カトリック同盟と国王軍、同盟交渉開始                                                                                   |
| 1645 | 2 ニューモデル軍条例成立 4 辞退条例成立 6 ネイズビーの戦い                                      | 2 インヴァロッヒーの戦い 8 キルシスの戦い 9 フィリップホフの戦い | 6 同盟、教会財産の保有を決議 11 教皇特使ジョヴァンニ・バッティスタ・リヌチーニアイルランドに到着                         |
| 1646 | 6 国王軍最後の拠点オックスフォード陥落                                                          | 5 チャールズ1世、スコットランドに投降                            | 3 カトリック同盟と国王軍の和平成立 9 リヌチーニ、和平関与者を破門                                                        |
| 1647 | 1 スコットランド軍より国王の身柄引渡し 10-11 パトニー討論 12 和解契約                           |                                                                  | |
| 1648 | 3-8 第二次内戦 8 プレストンの戦い 12 プライドのパージ、ランプ議会                               |                                                                  | |
| 1649 | 1 チャールズ1世処刑 5 イングランド共和国成立                                                    | 2 チャールズ2世即位宣言                                          | 2 リヌチーニ、アイルランドを離れる 8 ラスマインズの戦い、オリバー・クロムウェル上陸（アイルランド侵略） 9 ドロヘダ攻城戦 |
| 1650 | 7 クロムウェル、スコットランド侵攻（第三次内戦）                                                | 9 ダンバーの戦い                                                 | 5 クロムウェル、イングランドに戻る。ヘンリー・アイアトンが征服活動を継続                                                 |
| 1651 | 9 ウスターの戦い 10 航海条例成立                                                                |                                                                  | 11 アイアトン死去、チャールズ・フリートウッドが総督就任。対カトリック強硬政策                                            |
| 1652 | 5 第一次英蘭戦争勃発                                                                            |                                                                  | 5 共和政府軍、アイルランド平定                                                                                           |
| 1653 | 4 ランプ議会解散 7-12 ベアボーンズ議会 12 クロムウェル護国卿就任、統治章典制定                  |                                                                  | 7 共和政府、アイルランドの土地分配開始                                                                                   |
| 1654 | 4 オランダと講和 9 第一議会召集                                                                 |                                                                  | |
| 1655 | 1 第一議会解散 3 国王派反乱 8 軍政監設置、反体制勢力への取り締り強化                            |                                                                  | 7 ヘンリー・クロムウェル、アイルランドに赴任                                                                             |
| 1656 | 9 第二議会召集                                                                                  |                                                                  | アイルランド大法官庁復活                                                                                                 |
| 1657 | 5 謙虚な請願と勧告                                                                              |                                                                  | 11 ヘンリー、総督就任 |
| 1658 | 2 第二議会解散 9 クロムウェル死去、リチャード・クロムウェル護国卿就任                           |                                                                  | ニュー・イングリッシュ、国教会派と長老派に分裂                                                                           |
| 1659 | 1 第三議会召集 4 軍、第三議会を強制解散 5 ランプ議会再召集、リチャード引退                      |                                                                  | |
| 1660 | 4 ブレダ宣言、仮議会 5 チャールズ2世ロンドン帰還、王政復古                                      |                                                                  | 2 チャールズ2世を招聘するも未遂                                                                                          |